# Vėttyl'ky
Il Vėttyl'ky (in russo Вэттылькы?; obsoleto: Ватылька, Vatyl'ka) è un fiume della Siberia Occidentale, affluente di sinistra del fiume Taz, che scorre nel Krasnosel'kupskij rajon del Circondario autonomo Jamalo-Nenec, in Russia.
Il fiume ha una lunghezza di 273 km, l'area del bacino è di 4 780 km². Scorre in direzione nord-orientale e sfocia nel Taz a 792 km dalla foce. I principali affluenti sono, da sinistra, la Malaja Vatyl'ka (lungo 73 km), e il Velisurun"ěgan (lungo 76 km), da destra.